# إستس بانكس
إستس بانكس (بالإنجليزية: Estes Banks)‏ هو لاعب كرة قدم أمريكية أمريكي، ولد في 18 ديسمبر 1945 في لوس أنجلوس في الولايات المتحدة.

## وصلات خارجية
- إستس بانكس على موقع مرجع كرة القدم المحترفة.كوم (الإنجليزية)